# Giro di Romandia 2016
Il Giro di Romandia 2016, settantesima edizione della corsa, valido come quattordicesima prova dell'UCI World Tour 2016, si svolse in sei tappe dal 26 aprile al 1º maggio 2016. Fu vinto dal colombiano della Movistar Nairo Quintana, che completò il percorso in 16h20'20".

## Tappe
| Tappa  | Data      | Percorso                             | km     | Vincitore di tappa | Leader cl. generale |
| ------ | --------- | ------------------------------------ | ------ | ------------------ | ------------------- |
| Pr.    | 26 aprile | La Chaux-de-Fonds (cron.individuale) | 3,95   | Jon Izagirre       | Jon Izagirre        |
| 1ª     | 27 aprile | La Chaux-de-Fonds > Moudon           | 166,9  | Marcel Kittel      | Jon Izagirre        |
| 2ª     | 28 aprile | Moudon > Morgins                     | 173,9  | Nairo Quintana     | Nairo Quintana      |
| 3ª     | 29 aprile | Sion > Sion (cron. individuale)      | 15,11  | Thibaut Pinot      | Nairo Quintana      |
| 4ª     | 30 aprile | Conthey > Villars-sur-Ollon          | 173,2  | Chris Froome       | Nairo Quintana      |
| 5ª     | 1º maggio | Ollon > Ginevra                      | 172    | Michael Albasini   | Nairo Quintana      |
| Totale | Totale    | Totale                               | 705,06 |                    |                     |

## Squadre partecipanti
Hanno preso parte alla corsa 20 squadre: oltre alle 18 squadre dell'UCI World Tour, come di diritto e d'obbligo, su invito dell'organizzazione hanno preso il via anche il Team Roth e la Wanty-Groupe Gobert.
| N.    | Cod. | Squadra             |
| ----- | ---- | ------------------- |
| 1-8   | KAT  | Team Katusha        |
| 11-18 | TNK  | Tinkoff             |
| 21-28 | SKY  | Team Sky            |
| 31-38 | BMC  | BMC Racing Team     |
| 41-48 | EQS  | Etixx-Quick Step    |
| 51-58 | MOV  | Movistar Team       |
| 61-68 | OGE  | Orica-GreenEDGE     |
| 71-78 | FDJ  | FDJ                 |
| 81-88 | TFS  | Trek-Segafredo      |
| 91-98 | TLJ  | Team Lotto NL-Jumbo |

| N.      | Cod. | Squadra                     |
| ------- | ---- | --------------------------- |
| 101-108 | LTS  | Lotto-Soudal                |
| 111-118 | LAM  | Lampre-Merida               |
| 121-128 | CPT  | Cannondale Pro Cycling Team |
| 131-138 | IAM  | IAM Cycling                 |
| 141-148 | ALM  | AG2R La Mondiale            |
| 151-158 | AST  | Astana Pro Team             |
| 161-168 | DDD  | Team Dimension Data         |
| 171-178 | TGA  | Team Giant-Alpecin          |
| 181-188 | ROT  | Team Roth                   |
| 191-198 | WGG  | Wanty-Groupe Gobert         |

## Dettagli delle tappe

### Prologo
- 26 aprile: La Chaux-de-Fonds – Cronometro individuale – 3,9 km

Risultati
| Pos. | Corridore          | Squadra  | Tempo |
| ---- | ------------------ | -------- | ----- |
| 1    | Jon Izagirre       | Movistar | 5'33" |
| 2    | Tom Dumoulin       | Giant    | a 6"  |
| 3    | Michał Kwiatkowski | Sky      | a 7"  |

| Pos. | Corridore          | Squadra  | Tempo |
| ---- | ------------------ | -------- | ----- |
| 1    | Jon Izagirre       | Movistar | 5'33" |
| 2    | Tom Dumoulin       | Giant    | a 6"  |
| 3    | Michał Kwiatkowski | Sky      | a 7"  |

### 1ª tappa
- 27 aprile: La Chaux-de-Fonds > Moudon - 166,9 km

Risultati
| Pos. | Corridore         | Squadra | Tempo    |
| ---- | ----------------- | ------- | -------- |
| 1    | Marcel Kittel     | Etixx   | 2h27'46" |
| 2    | Niccolò Bonifazio | Trek    | s.t.     |
| 3    | Michael Albasini  | Orica   | s.t.     |

| Pos. | Corridore      | Squadra  | Tempo    |
| ---- | -------------- | -------- | -------- |
| 1    | Jon Izagirre   | Movistar | 2h33'19" |
| 2    | Tom Dumoulin   | Giant    | a 6"     |
| 3    | Geraint Thomas | Sky      | a 7"     |

### 2ª tappa
- 28 aprile: Moudon > Morgins - 173,9 km

Risultati
| Pos. | Corridore      | Squadra  | Tempo    |
| ---- | -------------- | -------- | -------- |
| 1    | Nairo Quintana | Movistar | 4h28'40" |
| 2    | Il'nur Zakarin | Katusha  | s.t.     |
| 3    | Rui Costa      | Lampre   | a 26"    |

| Pos. | Corridore      | Squadra  | Tempo    |
| ---- | -------------- | -------- | -------- |
| 1    | Nairo Quintana | Movistar | 7h02'05" |
| 2    | Il'nur Zakarin | Katusha  | a 18"    |
| 3    | Jon Izagirre   | Movistar | a 20"    |

### 3ª tappa
- 29 aprile: Sion > Sion – Cronometro individuale - 15,11 km

Risultati
| Pos. | Corridore     | Squadra | Tempo  |
| ---- | ------------- | ------- | ------ |
| 1    | Thibaut Pinot | FDJ     | 20'21" |
| 2    | Tom Dumoulin  | Giant   | a 2"   |
| 3    | Bob Jungels   | Etixx   | a 9"   |

| Pos. | Corridore      | Squadra  | Tempo    |
| ---- | -------------- | -------- | -------- |
| 1    | Nairo Quintana | Movistar | 7h22'35" |
| 2    | Thibaut Pinot  | FDJ      | a 23"    |
| 3    | Il'nur Zakarin | Katusha  | a 26"    |

### 4ª tappa
- 30 aprile: Conthey > Villars-sur-Ollon - 173,2 km

Risultati
| Pos. | Corridore     | Squadra  | Tempo    |
| ---- | ------------- | -------- | -------- |
| 1    | Chris Froome  | Sky      | 4h44'24" |
| 2    | Jon Izagirre  | Movistar | a 4"     |
| 3    | Thibaut Pinot | FDJ      | s.t.     |

| Pos. | Corridore      | Squadra  | Tempo     |
| ---- | -------------- | -------- | --------- |
| 1    | Nairo Quintana | Movistar | 12h07'03" |
| 2    | Thibaut Pinot  | FDJ      | a 19"     |
| 3    | Jon Izagirre   | Movistar | a 23"     |

### 5ª tappa
- 1º maggio: Ollon > Ginevra - 177,4 km

Risultati
| Pos. | Corridore        | Squadra  | Tempo    |
| ---- | ---------------- | -------- | -------- |
| 1    | Michael Albasini | Orica    | 4h13'17" |
| 2    | Andrey Amador    | Movistar | s.t.     |
| 3    | Wilco Kelderman  | Lotto NL | s.t.     |

| Pos. | Corridore      | Squadra  | Tempo     |
| ---- | -------------- | -------- | --------- |
| 1    | Nairo Quintana | Movistar | 16h20'20" |
| 2    | Thibaut Pinot  | FDJ      | a 19"     |
| 3    | Jon Izagirre   | Movistar | a 23"     |

## Evoluzione delle classifiche
| Tappa              | Vincitore          | Classifica generale Maglia gialla | Classifica scalatori Maglia rosa | Classifica sprint Maglia verde | Classifica giovani Maglia bianca | Premio combattività Numero rosso | Classifica a squadre Numero giallo |
| ------------------ | ------------------ | --------------------------------- | -------------------------------- | ------------------------------ | -------------------------------- | -------------------------------- | ---------------------------------- |
| Prol.              | Jon Izagirre       | Jon Izagirre                      | Louis Vervaeke                   | Jon Izagirre                   | Louis Vervaeke                   | non assegnato                    | Movistar Team                      |
| 1ª                 | Michael Albasini   | Jon Izagirre                      | Sander Armée                     | Marcel Kittel                  | Louis Vervaeke                   | Sander Armée                     | Movistar Team                      |
| 2ª                 | Nairo Quintana     | Nairo Quintana                    | Nairo Quintana                   | Marcel Kittel                  | Davide Formolo                   | Daryl Impey                      | Cannondale                         |
| 3ª                 | Thibaut Pinot      | Nairo Quintana                    | Nairo Quintana                   | Jon Izagirre                   | Damien Howson                    | non assegnato                    | Movistar Team                      |
| 4ª                 | Chris Froome       | Nairo Quintana                    | Nairo Quintana                   | Jon Izagirre                   | Pierre-Roger Latour              | Bob Jungels                      | Movistar Team                      |
| 5ª                 | Michael Albasini   | Nairo Quintana                    | Sander Armée                     | Michael Albasini               | Pierre-Roger Latour              | Sander Armée                     | Movistar Team                      |
| Classifiche finali | Classifiche finali | Nairo Quintana                    | Sander Armée                     | Michael Albasini               | Pierre-Roger Latour              | Sander Armée                     | Movistar Team                      |

## Classifiche finali

### Classifica generale - Maglia gialla
| Pos. | Corridore          | Squadra  | Tempo     |
| ---- | ------------------ | -------- | --------- |
| 1    | Nairo Quintana     | Movistar | 16h20'20" |
| 2    | Thibaut Pinot      | FDJ      | a 19"     |
| 3    | Jon Izagirre       | Movistar | a 23"     |
| 4    | Il'nur Zakarin     | Katusha  | a 26"     |
| 5    | Tom Dumoulin       | Giant    | a 57"     |
| 6    | Rui Costa          | Lampre   | a 1'12"   |
| 7    | Simon Špilak       | Katusha  | a 1'16"   |
| 8    | Mathias Frank      | IAM      | s.t.      |
| 9    | Bauke Mollema      | Trek     | a 1'24"   |
| 10   | Tejay van Garderen | BMC      | a 1'27"   |

### Classifica scalatori - Maglia rosa
| Pos. | Corridore          | Squadra      | Punti |
| ---- | ------------------ | ------------ | ----- |
| 1    | Sander Armée       | Lotto-Soudal | 42    |
| 2    | Nairo Quintana     | Movistar     | 34    |
| 3    | Chris Froome       | Sky          | 28    |
| 4    | Pavel Kočetkov     | Katusha      | 24    |
| 5    | Tejay van Garderen | BMC          | 22    |

### Classifica sprint - Maglia verde
| Pos. | Corridore        | Squadra  | Punti |
| ---- | ---------------- | -------- | ----- |
| 1    | Michael Albasini | Orica    | 91    |
| 2    | Jon Izagirre     | Movistar | 81    |
| 3    | Thibaut Pinot    | FDJ      | 75    |
| 4    | Il'nur Zakarin   | Katusha  | 67    |
| 5    | Nairo Quintana   | Movistar | 62    |

### Classifica giovani - Maglia bianca
| Pos. | Corridore        | Squadra      | Tempo     |
| ---- | ---------------- | ------------ | --------- |
| 1    | Pierre-R. Latour | AG2R         | 16h22'44" |
| 2    | Damien Howson    | Orica        | a 1'57"   |
| 3    | Merhawi Kudus    | Dimension D. | a 2'49"   |
| 4    | Carlos Verona    | Etixx        | a 3'01"   |
| 5    | Jan Polanc       | Lampre       | a 6'42"   |

### Classifica a squadre
| Pos. | Squadra                     | Tempo     |
| ---- | --------------------------- | --------- |
| 1    | Movistar Team               | 49h06'36" |
| 2    | Team Katusha                | a 1'24"   |
| 3    | Cannondale Pro Cycling Team | a 10'49"  |
| 4    | FDJ                         | a 13'26"  |
| 5    | BMC Racing Team             | a 13'51"  |